# Kinh tế biển
Kinh tế biển (Kinh tế đại dương – ocean economy) bao gồm các hoạt động kinh tế theo ngành, liên ngành liên quan tới biển, đại dương, đường bờ biển; bao gồm các hoạt động kinh tế diễn ra trên biển, các hoạt động kinh tế sử dụng các nguồn lực từ biển và các hoạt động kinh tế hỗ trợ cho các hoạt động kinh tế diễn ra trên biển để phục vụ đời sống con người và mang lại lợi ích cho nền kinh tế của mỗi quốc gia, vùng lãnh thổ. Các hoạt động kinh tế sử dụng các nguồn lực từ biển và hoạt động kinh tế hỗ được diễn ra ở bất kỳ đâu, kể cả các vùng đất cách xa biển.

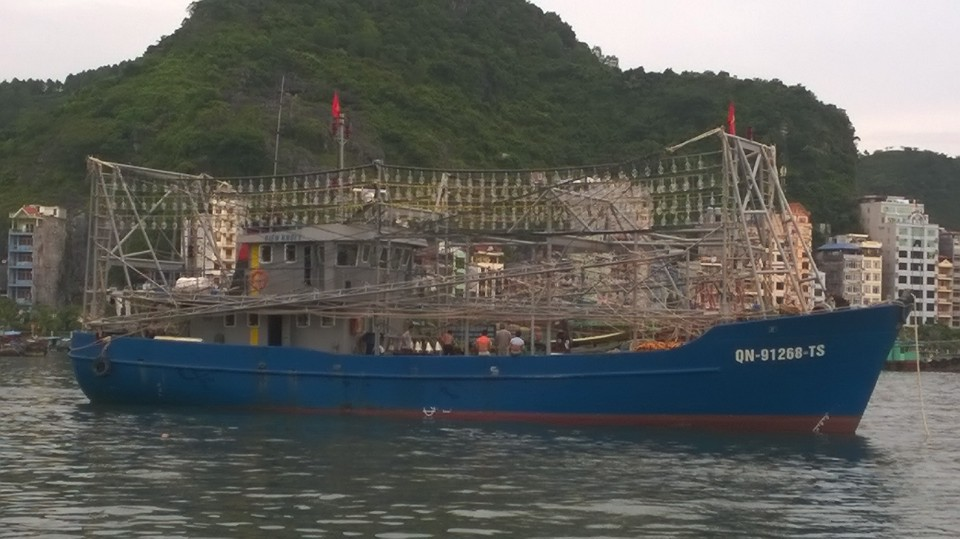
Một tàu khai thác thủy sản trên biển

## Kinh tế biển xanh

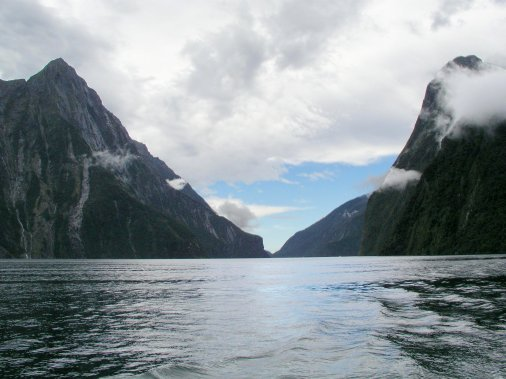
Milford Sound, Tân Tây Lan là Khu bảo tồn biển nghiêm khắc (Loại Ia) Mitre Peak, ngọn núi ở bên trái, cao tới 1692 m trên mặt biển.

Ở nhiều quốc gia, kinh tế biển còn được gọi là kinh tế xanh (blue economy) là nền kinh tế tập trung khai thác các nguồn lợi từ đại dương dựa trên sự đa dạng sinh học, hệ sinh thái biển, các loài sinh vật và tài nguyên dưới đáy biển gắn với các hoạt động bảo tồn, phát triển để đảm bảo cho sự phát triển bền vững.

## Các ngành kinh tế biển

### Hoạt động kinh tế diễn ra trên biển
- Kinh tế hàng hải (vận tải biển và dịch vụ cảng biển)
- Khai thác hải sản
- Nuôi trồng thủy sản trên biển
- Khai thác dầu khí và tài nguyên khoáng sản biển khác
- Dịch vụ và Du lịch biển
- Làm muối
- Dịch vụ tìm kiếm, cứu hộ, cứu nạn
- Kinh tế đảo

### Hoạt động kinh tế sử dụng các nguồn lực từ biển
- Chế biến hải sản
- Chế biến dầu khí

### Hoạt động kinh tế hỗ trợ hoạt động kinh tế biển
- Đào tạo nguồn nhân lực
- Đóng và sửa chữa tàu biển
- Cung cấp dịch vụ biển
- Thông tin liên lạc biển
- Nghiên cứu khoa học – công nghệ biển

## Một số ngành kinh tế biển mới
- Nuôi trồng thủy sản trên biển
- Khai thác dầu và khí vùng biểu sâu và rất sâu
- Năng lượng gió ngoài biển
- Năng lượng tái tạo từ biển
- Khai thác mỏ dưới đáy biển
- An toàn và giám sát hàng hải
- Công nghệ sinh học biển
- Dịch vụ và sản phẩm biển công nghệ cao

## Kinh tế biển Việt Nam

### Địa lý
Việt Nam có chiều dài bờ biển  3260 km, tỷ lệ chiều dài bờ biển/diện tích biển hơn nhiều so với trung bình của thế giới, là quốc gia đã tuyên bố vùng đặc quyền kinh tế biển 200 hải lý và thềm lục địa trong khu vực Đông Nam Á, phê chuẩn UNCLOS ngày 23 tháng 6 năm 1994 trước khi Công ước của Liên Hợp Quốc về Luật biển (UNCLOS) năm 1982 có hiệu lực (vào ngày 16 tháng 11 năm 1994).
Vùng biển Việt Nam nằm trong biển Đông bao gồm nhiều khu vực: vịnh Bắc Bộ, vịnh Thái Lan, hai quần đảo Hoàng Sa, Trường Sa và một số đảo, quần đảo khác; có khoảng 2.773 hòn đảo lớn, nhỏ, chủ yếu nằm ở vịnh Bắc Bộ, số còn lại phân bố ở biển Bắc Trung Bộ, Trung Trung Bộ, Nam Trung Bộ và Tây Nam; có 15 khu bảo tồn biển.
Các tỉnh, thành phố ven biển: Quảng Ninh, Hải Phòng, Thái Bình, Nam Định, Ninh Bình, Thanh Hóa, Nghệ An, Hà Tĩnh, Quảng Bình, Quảng Trị, Huế, Đà Nẵng, Quảng Nam, Quảng Ngãi, Bình Định, Phú Yên, Khánh Hòa, Ninh Thuận, Bình Thuận, Bà Rịa – Vũng Tàu, Thành phố Hồ Chí Minh, Tiền Giang, Bến Tre, Trà Vinh, Sóc Trăng, Bạc Liêu, Cà Mau và Kiên Giang.

### Đóng góp vào nền kinh tế
Cho đến nay, hầu hết các hoạt động phát triển kinh tế – xã hội liên quan đến biển, đảo được thực hiện theo nguyên tắc quản lý tổng hợp phù hợp với hệ sinh thái biển. Các ngành kinh tế biển phát triển bền vững theo các chuẩn mực quốc tế; kiểm soát khai thác tài nguyên biển trong khả năng phục hồi của hệ sinh thái biển; đóng góp khoảng 10% GDP cả nước; kinh tế của 28 tỉnh, thành phố ven biển ước đạt 65 – 70% GDP cả nước.

### Khu bảo tồn biển
Việt Nam có 15 khu bảo tồn biển:
1. Đảo Trần – Tỉnh Quảng Ninh
2. Cô Tô – Tỉnh Quảng Ninh
3. Cát Bà – Thành phố Hải Phòng
4. Đảo Bạch Long Vĩ – Thành phố Hải Phòng
5. Hòn Mê – Tỉnh Thanh Hóa
6. Đảo Cồn Cỏ – Tỉnh Quảng Trị
7. Sơn Trà Hải Vân – Thành phố Huế
8. Cù Lao Chàm – Tỉnh Quảng Nam
9. Đảo Lý Sơn – Tỉnh Quảng Ngãi
10. Hòn Mun – Tỉnh Khánh Hòa
11. Hòn Cau – Tỉnh Bình Thuận
12. Đảo Phú Quý – Tỉnh Bình Thuận
13. Nam Yết – Quần đảo Trường Sa – Tỉnh Khánh Hòa
14. Côn Đảo – Tỉnh Bà Rịa – Vũng Tàu
15. Phú Quốc – Tỉnh Kiên Giang

## Bài liên quan
- Danh sách các tỉnh Việt Nam có giáp biển
- Công ước của Liên Hợp Quốc về luật biển
- Khai thác IUU
- Khu bảo tồn biển
- Trượt mong